# کیلو (چاد)
کیلو شهری در چاد است که در Tandjilé Ouest واقع شده‌است. کیلو ۴۵٬۲۲۴ نفر جمعیت دارد و ۴۲۷ متر بالاتر از سطح دریا واقع شده‌است.

## جمعیت‌شناسی
| سال  | جمعیت  |
| ---- | ------ |
| ۱۹۹۳ | ۳۱٬۳۱۹ |
| ۲۰۰۸ | ۴۴٬۸۲۸ |